# Municipio de Washington (condado de Dallas, Iowa)
Washington Township es una subdivisión territorial del condado de Dallas, Iowa, Estados Unidos. Según el censo de 2020, tiene una población de 332 habitantes.
Es una subdivisión exclusivamente geográfica, por cuanto el estado de Iowa no utiliza la herramienta de los townships como Gobiernos municipales.

## Geografía
La subdivisión está ubicada en las coordenadas 41°44′8″N 94°5′48″O / 41.73556, -94.09667. Según la Oficina del Censo de los Estados Unidos, tiene una superficie total de 94.90 km², de los cuales 94.03 km² corresponden a tierra firme y 0.87 km² están cubiertos de agua.

## Demografía
Según el censo de 2020, hay 332 personas residiendo en la zona. La densidad de población es de 3.5 hab./km². El 95.2 % de los habitantes son blancos, el 1.2 % son de otras razas y el 3.6 % son de una mezcla de razas. Del total de la población, el 2.11 % son hispanos o latinos de cualquier raza.